# (469509) 2003 HC57
(469509) 2003 HC57, também escrito como (469509) 2003 HC57, é um objeto transnetuniano que está localizado no Cinturão de Kuiper, uma região do Sistema Solar. Este corpo celeste é classificado como um cubewano. Ele possui uma magnitude absoluta de 6,1 e tem um diâmetro estimado com 265 km.

## Descoberta
(469509) 2003 HC57 foi descoberto no dia 26 de abril de 2003.

## Órbita
A órbita de (469509) 2003 HC57 tem uma excentricidade de 0,067 e possui um semieixo maior de 44,219 UA. O seu periélio leva o mesmo a uma distância de 41,260 UA em relação ao Sol e seu afélio a 47,179 UA.